# Olympische Sommerspiele 1948/Radsport
Bei den XIV. Olympischen Spielen 1948 in London wurden sechs Wettbewerbe im Radsport ausgetragen.
Austragungsort der Wettkämpfe im Bahnradsport war das Herne Hill Velodrome. Das Straßenrennen startete am Windsor Great Pak.

## Bilanz

### Medaillenspiegel
| Platz  | Land           | Gold | Silber | Bronze | Gesamt |
| ------ | -------------- | ---- | ------ | ------ | ------ |
| 1      | Frankreich     | 3    | –      | 2      | 5      |
| 2      | Italien        | 2    | 1      | 2      | 5      |
| 3      | Belgien        | 1    | –      | –      | 1      |
| 4      | Großbritannien | –    | 4      | 1      | 5      |
| 4      | Niederlande    | –    | 1      | –      | 1      |
| 4      | Dänemark       | –    | –      | 1      | 1      |
| Gesamt | Gesamt         | 6    | 6      | 6      | 18     |

### Medaillengewinner
| Disziplin                    | Gold                                                                     | Silber                                                              | Bronze                                                                       |
| ---------------------------- | ------------------------------------------------------------------------ | ------------------------------------------------------------------- | ---------------------------------------------------------------------------- |
| Straßenradsport              |                                                                          |                                                                     |                                                                              |
| Straßenrennen                | José Beyaert (FRA)                                                       | Gerrit Voorting (HOL)                                               | Lode Wouters (BEL)                                                           |
| Mannschaftswertung           | BelgienLode Wouters Léon De Lathouwer Eugène Van Roosbroeck Liévin Lerno | GroßbritannienBob Maitland Gordon Thomas Ian Scott Ernie Clements   | FrankreichJosé Beyaert Alain Moineau Jacques Dupont René Rouffeteau          |
| Bahnradsport                 |                                                                          |                                                                     |                                                                              |
| Sprint                       | Mario Ghella (ITA)                                                       | Reg Harris (GBR)                                                    | Axel Schandorff (DEN)                                                        |
| 1000 m Zeitfahren            | Jacques Dupont (FRA)                                                     | Pierre Nihant (BEL)                                                 | Tommy Godwin (GBR)                                                           |
| 2000 m Tandem Sprint         | Ferdinando Terruzzi / Renato Perona (ITA)                                | Reg Harris / Alan Bannister (GBR)                                   | René Faye / Gaston Dron (FRA)                                                |
| 4000 m Mannschaftsverfolgung | FrankreichCharles Coste Serge Blusson Fernand Decanali Pierre Adam       | ItalienArnaldo Benfenati Guido Bernardi Anselmo Citterio Rino Pucci | GroßbritannienRobert Alan Geldard Tommy Godwin David Ricketts Wilfred Waters |